# Pardaillan (novela)
Los Pardaillan conocido en francés como Les Pardaillan es una serie de veinticuatro novelas históricas creada por el escritor francés Michel Zévaco (1860-1918), que se desenvuelve en un periodo de la historia francesa comprendido entre 1553 y 1616.
Esta serie fue editada en fascículos o folletines que posteriormente serían reeditados en formato de libros completos. De esta manera, la edición completa de la serie de libros se publicó desde 1902 hasta 1907 en Francia.

## El Caballero de Pardaillan

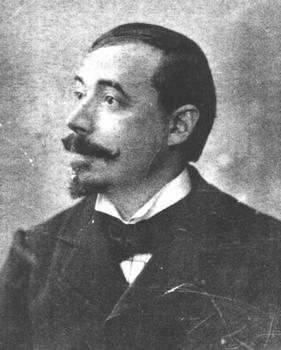
Michel Zévaco, autor de las novelas "Los Pardaillan"

El personaje principal es Juan de Pardaillan, uno de esos hombres «que Dios crea a veces para hacer sentir a los príncipes la nada de su poder», un hombre personificación de la bondad, el valor, la frialdad, la generosidad y también del orgullo; un espadachín aventurero «sin casa ni hogar» que podría ser la encarnación del mejor discípulo de Diógenes. Caballero de los tiempos antiguos con ciertos toques del pensamiento liberal propios de la Revolución Francesa se ve inmerso en la historia de su país casi a regañadientes. El Caballero de Pardaillan es un personaje sumamente complejo que presenta en ocasiones el tipo de antihéroe. Los motivos y razones de sus acciones son en ocasiones incomprensibles, aunque siempre están guiadas por la lógica de la personalidad del caballero. 
Se presenta al lector como un joven de unos veinte años, alto, fornido, de temperamento alegre pero presto a la lucha; excelente espadachín y galán indiscutible. A pesar de esta descripción no se debe pensar que es un Don Juan, por el contrario es reservado en sus amores e incluso es ingenuo. Pobre, pero con una personalidad por la que, como él mismo describe, «nunca me siento tan rico como cuando no tengo un sou». 
Pardaillan solo posee tres cosas en el mundo, además del vestuario que tiene: Pipeau (un perro), Galaor (un caballo) y Granizo (una espada). A pesar de ser un personaje pobre de riqueza, no lo es de espíritu. Las enseñanzas de su padre son su guía, aun cuando en ocasiones debe desobedecer de ellas en bien de alguien más.

## Trama
Según la novela, el caballero de Pardaillan nace en Francia en febrero de 1549 y es hijo de Honoré Guy Henri de Pardaillan y madre desconocida. Incluso el autor no deja muy en claro la paternidad del caballero, mencionando que este podría ser sólo un hijo adoptado. A pesar de todo, la filosofía de Pardaillan se ve claramente marcada por los consejos de su padre: «Desconfía de los hombres, desconfía de las mujeres y sobre todo desconfía de ti mismo».
La historia se centra en el caballero Juan de Pardaillan y se divide en tres períodos de tiempo: su juventud, madurez y vejez. Durante su juventud asiste como espectador involuntario a muchos de los sucesos de la historia francesa; como por ejemplo el año de 1572, un año en que las guerras religiosas en Francia llegaron a su triste clímax con la matanza de San Bartolomé. Se involucra en toda la trama de las guerras religiosas que enfrentan a Catalina de Médici y Juana de Albret y que inevitablemente lo lleva a querer ayudar y rescatar a los necesitados, cambiando el rumbo de la historia de forma dramática.
Participa así mismo en la lucha por el trono entre Enrique III y Enrique de Guisa e interviene para que al final sea Enrique de Borbón quien se convierta en Rey de Francia. En este punto se ve la entereza y autosuficiencia del caballero, quien proclama tranquilamente: "Enrique de Guisa no va a ser rey sencillamente por que yo no lo quiero"
Durante la segunda fase de la historia se presenta a un Juan de Pardaillan más entrado en años (ha cumplido los treinta o los cuarenta) que sin querer se ve involucrado en las intrigas de la Papisa Fausta y cómo se encarga de desbaratar sus planes mientras él busca su propia venganza. Ahí conocerá al Papa y ayudará al hijo de su querido amigo Diosdado.
En la tercera parte de la historia vemos a un Juan de Pardaillan más viejo que viaja a Sevilla (España), donde es embajador de Enrique IV. En esta ocasión se tiene que enfrentar ante el Gran Inquisidor Francisco Jiménez de Cisneros y tiene la curiosa oportunidad de conocer al escritor Miguel de Cervantes Saavedra. Es en esta parte de la historia, mientras se enfrenta a las torturas psicológicas de la Inquisición, donde se aprecia mejor la gran fuerza de voluntad del caballero.

## Personajes
Los siguientes son los personajes que aparecen como creaciones de Michel Zévaco:
- Jean Pardaillan - Juan de Pardaillan; héroe de la novela y personaje principal.
- Honoré Guy Henri de Pardaillan - Honorato Javier Enrique de Pardaillan; padre del héroe.
- Juana de Montmorency; la Dama enlutada
- Luisa de Montmorency; hija de la Dama enlutada e interés amoroso de Juan de Pardaillan
- Maese Landry-Gregoire; Posadero y dueño de la famosa posada de "La Adivinadora".
- Rosa Landry-Gregoire, "la bella hostelera"; esposa de Maese Landry-Gregoire.
- Pipeau; perro pastor mascota de Juan de Pardaillan.

## Listado de Novelas
- En las garras del monstruo
- La espía de la Médicis
- Horrible revelación
- El círculo de la muerte
- El Cofre envenenado
- La cámara del tormento
- Sudor de sangre
- La sala de las ejecuciones
- La venganza de Fausta
- Una tragedia en la Bastilla
- Vida por vida
- La crucificada
- El vengador de su madre
- Juan el bravo
- La hija del rey hugonote
- El tesoro de Fausta
- La prisionera
- La casa misteriosa
- El día de la justicia
- El Santo Oficio
- Ante el César
- Fausta la diabólica
- Pardaillan y Fausta
- Tallo de lirio
- La abandonada
- La dama blanca
- El fin de los Pardaillan

## Ediciones
La primera publicación de la historia en el año 1902 fue en forma de fascículos en los periódicos y diarios franceses. Cada semana o mes aparecía la continuación de la historia. No fue sino hasta la década de los años 40 del siglo XX que se presentaron las primeras ediciones en español en forma de libros, aglutinando las diversas historias en una secuencia más cómoda para el lector. Así se presenta la historia completa en 27 libros. 
En la actualidad es posible encontrar nuevas ediciones que conjuntan tres libros en uno solo, sin que por esto se pierda la calidad de la impresión ni se vulnere el contenido. La editorial Porrúa en México presenta una edición en nueve tomos que incluye la colección completa de los libros.